# Mafumafu
Mafumafu (まふまふ Sinh ngày 18 tháng 10 năm 1991) là nam ca sĩ utaite và người viết nhạc Nhật Bản. Anh ấy là một ca sĩ cũng như người viết lời và soạn nhạc trong bộ đôi âm nhạc After the Rain thành lập với ca sĩ đồng nghiệp Soraru.
Mafumafu có kinh nghiệm và tài năng về guitar và piano. Anh ấy thường viết lời bài hát, Hát bài hát, buổi diễn và Biên tập giọng hát bản thân anh ấy, Anh ấy cũng tạo ra âm nhạc cho trò chơi, Anime và các nghệ sĩ khác.
Vào ngày 5 tháng 6 năm 2022, Mafumafu đã thông báo trên Twitter rằng sau các buổi biểu diễn trực tiếp sau đó của anh ấy vào ngày 11 tháng 6 và ngày 12 tháng 6, anh ấy sẽ gián đoạn vô thời hạn tất cả các hoạt động âm nhạc cá nhân lần đầu tiên sau 11 năm, trích dẫn tình trạng bệnh của anh ta. Anh ấy vẫn có kế hoạch hoạt động như một nhạc sĩ cho các nghệ sĩ khác, cũng như tiếp tục tham gia vào các hoạt động cộng tác nhóm.

## Danh sách đĩa hát

### Album

#### Solo album
| # | Ngày phát hành       | Tựa đề                                       | Nhãn hiệu    | Thứ hạng cao nhất |
| - | -------------------- | -------------------------------------------- | ------------ | ----------------- |
| 1 | 11 tháng 8 năm 2012  | 夢色シグナル (Yumeiro signal)                | Mafumafu     |                   |
| 2 | 31 tháng 12 năm 2013 | 刹那色シンドローム (Setsuna-iro syndrome)    | Mafumafu     |                   |
| 3 | 25 tháng 4 năm 2015  | 闇色ナイトパレード (Anshoku Night parade)    | Mafumafu     |                   |
| 4 | 18 tháng 10 năm 2017 | 明日色ワールドエンド(Ashita-iro World end)   | NBCUniversal | 2                 |
| 5 | 16 tháng 10 năm 2019 | 神楽色アーティファクト (Kagura-iro Artifact) | A-Sketch     | 2                 |

#### Vocaloid album gốc
| #   | Ngày phát hành      | Tựa đề                   | Nhãn hiệu |
| --- | ------------------- | ------------------------ | --------- |
| 1st | 27 tháng 4 năm 2013 | 明鏡止水 (Meikyō shisui) | Mafumafu  |

### Single
|                           | Ngày phát hành            | Tựa đề                                      | Định dạng                 | Billboard Japan Download songs |
| Của hãng âm nhạc A-Sketch | Của hãng âm nhạc A-Sketch | Của hãng âm nhạc A-Sketch                   | Của hãng âm nhạc A-Sketch | Của hãng âm nhạc A-Sketch      |
| ------------------------- | ------------------------- | ------------------------------------------- | ------------------------- | ------------------------------ |
| 1                         | 1 tháng 7 năm 2019        | サクリファイス (Sacrifice)                  | Digital download          | 41                             |
| 2                         | 21 tháng 2 năm 2020       | それを愛と呼ぶだけ (Sore o ai to yobu dake) | Digital download          | 36                             |
| 3                         | 1 tháng 4 năm 2020        | 最終宣告 (Saishū senkoku)                   | Digital download          | 82                             |